# Hadre pri Štefanu na Zilji
Hadre pri Štefanu na Zilji (nemško Hadersdorf) je naselje občine Štefan na Zilji v okraju Šmohor na Koroškem v Avstriji.